# Kirchenkreis Senftenberg-Spremberg
Der Kirchenkreis Senftenberg-Spremberg war zunächst ein Kirchenkreis der Evangelischen Kirche in Berlin-Brandenburg (dort im Sprengel Cottbus) und ab 1. Januar 2004 der Evangelischen Kirche Berlin-Brandenburg-schlesische Oberlausitz (dort ab 1. Januar 2010 im Sprengel Görlitz). Er umfasste einen Teil des Landkreises Oberspreewald-Lausitz und den südlichen Landkreis Spree-Neiße in Brandenburg sowie die Kirchengemeinden Lauta-Dorf und Lautawerk im Landkreis Bautzen in Sachsen. 
Nach dem Übergang des Gebiets von Sachsen an Preußen war 1817 zunächst der Kirchenkreis Spremberg gegründet worden, von dem 1925 der Kirchenkreis Senftenberg abgetrennt wurde. Zum 1. Juli 1998 kam es zur (Wieder-)Vereinigung als Kirchenkreis Senftenberg-Spremberg.
Im Jahr 2017 hatte der Kirchenkreis nur noch rund 10.000 Gemeindemitglieder, weshalb sich die Evangelische Kirche Berlin-Brandenburg-schlesische Oberlausitz für eine Neugliederung der Kirchenkreise in der Lausitz aussprach. Am 1. Januar 2020 wurde der Kirchenkreis Senftenberg-Spremberg aufgelöst. Dabei wurde die Region Spremberg in den Kirchenkreis Cottbus und die Region Senftenberg ohne die Kirchengemeinden Lauta-Dorf und Lautawerk in den Kirchenkreis Niederlausitz eingegliedert. Die Kirchengemeinden Lauta-Dorf und Lautawerk gehören seitdem zum Kirchenkreis Schlesische Oberlausitz.

## Superintendentur
Sitz der Superintendentur war die Stadt Drebkau.
Amtierender Superintendent war zunächst Hans-Georg Rannenberg, der das Amt zuvor bereits im Kirchenkreis Senftenberg innehatte. Im Dezember 1998 wurde das Amt von Michael Moogk übernommen, der zum 1. November 1999 schließlich auch offiziell in das Amt berufen wurde. Am 4. September 2009 wurde er für weitere zehn Jahre gewählt.